# LOT (légitársaság)
A LOT (lengyelül: Polskie Linie Lotnicze LOT), Lengyelország nemzeti légitársasága. Az 1928-ban létrejött társaság a IATA alapító tagja volt, és a világ egyik legrégebb óta működő légitársasága. Flottája 71 repülőgépből áll, mellyel 120 célállomásra repül Európában, a Közel-Keleten, Észak-Amerikában és Ázsiában.
A légitársaságot 1928. december 29-én alapította a lengyel kormány a Második Lengyel Köztársaság idején, mint korlátolt felelősségű társaságot, átvéve az Aerolot (1922-ben alapított) és az Aero (1925-ben alapított) belföldi légitársaságokat, és 1929. január 1-jén kezdte meg működését. A LOT első repülőgépei a Junkers F.13 és a Fokker F.VII voltak, az első nemzetközi járat az ausztriai Bécsbe indult 1929. augusztus 2-án.
Bázisrepülőtere a Varsó-Chopin repülőtér, így a legtöbb célállomásra innen indulnak a járatok. A LOT 2018 óta egy hosszú távú útvonalat tart fenn a magyarországi Budapest Liszt Ferenc Nemzetközi Repülőtérről, ahonnan egész évben Szöulba közlekedik rendszeres menetrend szerinti járat. A légitársaság a Star Alliance légiszövetség tagja 2003 óta.

## Története
A légitársaságot mint állami tulajdonban levő vállalatot 1928. december 29-én alapította a lengyel kormány. A légitársaság átvette a hazai vonalak működtetését a Aero és Aerolot nevű légi fuvarozóktól és kezdte meg működését január 2-án (kiegészítve a menetrendet Bydgoszczal és Katowicevel. A légitársaság első repülőgépei a Junkers F 13 és Fokker F-VII gépek voltak. Az első nemzetközi járat 1929. augusztus 2-án indult Bécsben. Szintén ebben az időpontban a már sokak által jól ismert logó (amelyet Tadeusz Gronowski képzőművész tervezett, és még ma is használják) megnyerte a légitársaság által meghirdetett logó tervpályázatot. A LOT 1930-ban lett tagja a Nemzetközi Légi Szállítási Szövetségnek, amikor megnyitotta a bukaresti járatot, majd abban az évben Berlinbe, Athénba, Bejrútba, Helsinkibe, Rómába és egyéb helyekre is repült.
1931-ben a vállalatvezetés hivatalosan is elismerte Gronowski gólyát ábrázoló logóját, amely ettől kezdve hivatalosan is LOT védjegye. Ugyanebben az évben kezdte el a légitársaság első, több köztes leszállással repült szolgáltatását is a Varsó–Lviv–Csernyivci–Bukarest útvonalon. Douglas DC–2, Lockheed Model 10A Electra és 14H Super Electra repülőgépek csatlakoztak a flottába 1935-ben, 1936-ban és 1938-ban (korábban soha se volt ennyi repülőgépe a LOT-nak: 10 darab Lockheed 10,10 darab Lockheed 14, 3 darab DC–3,1 darab Jukers 52/3mge). 1934-ben, 5 évnyi működés után a fuvarozó új székhelyet, műszaki berendezkedéseket, hangárokat, műhelyeket és raktárakat épített a Varsói Okęcie repülőtéren. Erre azért volt szükség, mert a LOT előző Pole Mokotowskiei repülőterét már nem lehetett biztonságosan működtetni, mert a város terjeszkedése miatt fokozatosan beolvadt Varsó külvárosába. A légitársaság 218 000 utast szállított a második világháború kitöréséig. 1938-ban a vállalat nevet változtatott Polskie Linje Lotnicze-ról Polskie Linie Lotnicze-re. Ezek után tesztrepüléseket hajtottak végre, hogy megtudhassák, hogy lehetne véghezvinni egy esetleges Lengyelország-Amerikai Egyesült Államok utat lengyel pilótákkal és személyzettel.A légitársaság a második világháború alatt felfüggesztette szolgáltatásait, mert gépei egy része megsemmisült, a maradék működő repülőgép pedig Romániába került.
Ezért 1945. március 10.-én a lengyel kormány újraalkotta a nemzeti légi fuvarozót. 1946-ban 7 év szünet után a LOT újraindítja tevékenységét, miután átvett 10 darab Lisunov Li–2-es repülőgépet(majd nemsokára újabb 30-at)és 9 darab átalakított Douglas C–47 Dakota (a Douglas DC-3-as katonai kivitele) gépet. Az újraindított nemzetközi szállítások először Berlinbe, Párizsba, Stockholmba és Prágába indultak el. 1947 júliusában 5 darab Sud-Est Languedoc típusú repülőgép érkezett a légitársasághoz.Ezt 1949 áprilisában szintén 5 darab Ilyushin Il–12B követett.Majd kicsit később, amikor a LOT megnyitotta brüsszeli járatát megérkeztek az Ilyushin Il–14-es típusok, amikből 1955 és 1957 között 13-20 darab üzemelt a híres gólyával a függőleges vezérsíkján.Azonban nagyon kevés volt a Nyugat-Európai repülőgépgyártmány:1957-ben 5 darab Convair 240-es és 1962 novemberétől 3 darab Vickers Viscount számított csak "nyugatinak", mert ettől a ponttól kezdve a vezetés csak a Szovjetunió modelljeire épített.1955-ben új járatott nyitottak Bécs és Moszkva között, így összekötve a lengyel fővárost Európa két legfontosabb városaival. A londoni és zürichi járatokat egészen 1958-ig nem állították helyre.
Amikor Lengyelország elindult a demokrácia útján 1989-ben, a légitársaság elkezdte átalakulását, egy szovjet ellenőrzés alatt álló fuvarozóból, egy európai nemzeti légitársasággá. A LOT elkezdte a flottáját átalakítani úgy, hogy nyugat-európai repülőgépeket vásárolt, hogy lecserélje a régi szovjet modelleket. Az első Boeing 767–300ER érkezésével a LOT elkezdhette interkontinentális járatait Chicagóba, Newarkba, Torontóba és New Yorkba. Ez a négy útvonal volt a LOT legnépszerűbb járata, főként a nyári időszakban, amikor sok lengyel igyekezett visszatérni szülőföldjére nyaralni. A folyamatos piaci változások, és a 2000-es évek végére jellemző romló pénzügyi helyzetnek köszönhetően a LOT veszített piaci részesedéséből.A Boeing 787 Dreamliner megrendelések és két gép átvétele után a légitársaság fizetésképtelenné vált, még mielőtt 2013 januárjában menetrend szerint tudta volna üzemeltetni az új modelleket.

## Flottája
| Típus            | Szolgálatban | Rendelések | Utasok | Utasok | Utasok | Utasok | Utasok | Megjegyzések                                               |
| Típus            | Szolgálatban | Rendelések | B      | E+     | E      | Összes | For.   | Megjegyzések                                               |
| ---------------- | ------------ | ---------- | ------ | ------ | ------ | ------ | ------ | ---------------------------------------------------------- |
| Airbus A220-100  | 0            | 20         |        |        | 125    | 125    |        |                                                            |
| Airbus A220-300  | 0            | 20         |        |        | 149    | 149    |        |                                                            |
| Boeing 737-800   | 6            | —          | —      | —      | 186    | 186    | [ 3 ]  |                                                            |
| Boeing 737 MAX 8 | 18           | 13         | —      | —      | 186    | 186    | [ 4 ]  |                                                            |
| Boeing 787-8     | 8            | 2          | 18     | 21     | 213    | 252    | [ 5 ]  |                                                            |
| Boeing 787-9     | 7            | —          | 24     | 21     | 249    | 294    | [ 6 ]  |                                                            |
| Embraer E170     | 5            | —          | —      | —      | 76     | 76     | [ 7 ]  |                                                            |
| Embraer E175     | 13           | -          | —      | —      | 82     | 82     | [ 8 ]  |                                                            |
| Embraer E175     | 2            | -          | VIP    | VIP    | VIP    | VIP    | [ 8 ]  | Két gépet Lengyelország Nemzetvédelmi Minisztériuma bérel. |
| Embraer E190     | 8            | —          | —      | —      | 106    | 106    | [ 9 ]  |                                                            |
| Embraer E195     | 16           | —          | —      | —      | 112    | 112    | [ 10 ] |                                                            |
| Embraer E195     | 16           | —          | —      | —      | 118    | 118    | [ 10 ] |                                                            |
| Embraer 195 E2   | 3            | —          |        |        | 136    | 136    |        |                                                            |
| Összesen         | 86           | 55         |        |        |        |        |        |                                                            |